# Lijst van gemeentelijke monumenten in Delft/In de Veste

Buurt 07: In de Veste

De buurt In de Veste in het centrum van de gemeente Delft kent 47 gemeentelijke monumenten. Hieronder een overzicht.
| Object | Bouwjaar  | Architect              | Locatie                    | Coördinaten                  | Nr.       | Afbeelding |
| --- | --------- | ---------------------- | -------------------------- | ---------------------------- | --------- | --- |
| Voormalig winkelwoonhuis, in oorsprong mogelijk 17de-eeuws, Inwendig verdeeld in voorhuis en onderkelderd achterhuis. In de 19de eeuw gemoderniseerd in traditioneel classicistische vormen en daarbij onder meer voorzien van een lijstgevel en een gevelbepleistering. Winkelraam in zijgevel mogelijk begin 20ste eeuw. In de in pleisterwerk uitgevoerde cordonlijst, ter hoogte van de verdiepingsvloer boven de winkelruimte, het opschrift 'De Soete inval' uitgevoerd in pleisterwerk met gering reliëf en in kleur. | 1800-1900 |                        | Brabantse Turfmarkt 10     | 52° 0' 31" NB, 4° 21' 43" OL | 0503/1120 | Voormalig winkelwoonhuis, in oorsprong mogelijk 17de-eeuws, Inwendig verdeeld in voorhuis en onderkelderd achterhuis. In de 19de eeuw gemoderniseerd in traditioneel classicistische vormen en daarbij onder meer voorzien van een lijstgevel en een gevelbepleistering. Winkelraam in zijgevel mogelijk begin 20ste eeuw. In de in pleisterwerk uitgevoerde cordonlijst, ter hoogte van de verdiepingsvloer boven de winkelruimte, het opschrift 'De Soete inval' uitgevoerd in pleisterwerk met gering reliëf en in kleur. |
| Winkelwoonhuis uit het derde kwart van de 19de eeuw in traditioneel- classicistische vormen. Het is typologisch van belang als overwegend gaaf bewaard en goed voorbeeld van een winkelwoonhuis dat als hoekpand is ontworpen in traditioneel-classicistische vormen. | 1850-1875 |                        | Brabantse Turfmarkt 14     | 52° 0' 32" NB, 4° 21' 42" OL | 0503/180  | Winkelwoonhuis uit het derde kwart van de 19de eeuw in traditioneel- classicistische vormen. Het is typologisch van belang als overwegend gaaf bewaard en goed voorbeeld van een winkelwoonhuis dat als hoekpand is ontworpen in traditioneel-classicistische vormen. |
| Woonhuis, laat-18de-eeuws of vroeg-19de-eeuws van karakter, in oorsprong mogelijk ouder. | 1875-1925 |                        | Brabantse Turfmarkt 28     | 52° 0' 33" NB, 4° 21' 41" OL | 0503/1783 | Woonhuis, laat-18de-eeuws of vroeg-19de-eeuws van karakter, in oorsprong mogelijk ouder. |
| Winkelwoonhuis, in 1908/1909 als dubbel winkelwoonhuis gebouwd door aan- nemer C. Vlasblom volgens eigen ontwerp. Voorgevel in een architectuur met invloeden van 'Oudhollandse' bouwkunst en de Nieuwe Kunst. | 1908-1909 | C. Vlasblom            | Brabantse Turfmarkt 46/48  | 52° 0' 34" NB, 4° 21' 41" OL | 0503/168  | Winkelwoonhuis, in 1908/1909 als dubbel winkelwoonhuis gebouwd door aan- nemer C. Vlasblom volgens eigen ontwerp. Voorgevel in een architectuur met invloeden van 'Oudhollandse' bouwkunst en de Nieuwe Kunst. |
| Woonhuis met aangrenzend achterhuis, 19de-eeuws van karakter maar in opzet wellicht ouder. Voorgevel in sobere traditioneel-classicistische vormen. Het is architectuurhistorisch van belang vanwege de toe- passing van classicistische vormen met name door de vormgeving van de pui. Het achterhuis is op zichzelf van belang en heeft een toegevoegde waarde als afsluiting van de recent ontstane Congregatiehof. | 1850      |                        | Brabantse Turfmarkt 50/52  | 52° 0' 35" NB, 4° 21' 40" OL | 0503/181  | Woonhuis met aangrenzend achterhuis, 19de-eeuws van karakter maar in opzet wellicht ouder. Voorgevel in sobere traditioneel-classicistische vormen. Het is architectuurhistorisch van belang vanwege de toe- passing van classicistische vormen met name door de vormgeving van de pui. Het achterhuis is op zichzelf van belang en heeft een toegevoegde waarde als afsluiting van de recent ontstane Congregatiehof. |
| Winkelwoonhuis, 19de-eeuws van karakter maar in opzet wellicht 17de-eeuws of ouder, later gemoderniseerd. | 1850      |                        | Brabantse Turfmarkt 60     | 52° 0' 36" NB, 4° 21' 40" OL | 0503/182  | Winkelwoonhuis, 19de-eeuws van karakter maar in opzet wellicht 17de-eeuws of ouder, later gemoderniseerd. |
| Pand met boven- en benedenwoning, in een sobere traditionele bouwtrant, gebouwd in de negentiende eeuw. | 1800-1899 |                        | Gasthuislaan 1/3           | 52° 0' 32" NB, 4° 21' 43" OL | 0503/1841 | Pand met boven- en benedenwoning, in een sobere traditionele bouwtrant, gebouwd in de negentiende eeuw. |
| Woonhuis, laat 18de- of vroeg-19de-eeuws van karakter, in opzet mogelijk ouder. Op getrokken in sobere traditionele vormen. Een bijzonder element wordt gevormd door het fraai vormgegeven bovenlicht. Het pand is een relatief zeldzaam voorbeeld van een middelgrote woning, gebouwd of gemoderniseerd rond 1800. | 1800      |                        | Gasthuislaan 231           | 52° 0' 38" NB, 4° 21' 58" OL | 0503/277  | Woonhuis, laat 18de- of vroeg-19de-eeuws van karakter, in opzet mogelijk ouder. Op getrokken in sobere traditionele vormen. Een bijzonder element wordt gevormd door het fraai vormgegeven bovenlicht. Het pand is een relatief zeldzaam voorbeeld van een middelgrote woning, gebouwd of gemoderniseerd rond 1800. |
| Dubbelpand met een afgeknotte klokgevel in traditionalistische vormen, in opzet mogelijk 18de-eeuws. | 1700-1800 |                        | Gasthuislaan 233/235       | 52° 0' 38" NB, 4° 21' 58" OL | 0503/278  | Dubbelpand met een afgeknotte klokgevel in traditionalistische vormen, in opzet mogelijk 18de-eeuws. |
| Dubbelpand met een klokgevel in traditionele vormen, in opzet mogelijk 18de-eeuws. | 1700-1800 |                        | Gasthuislaan 237/239       | 52° 0' 38" NB, 4° 21' 59" OL | 0503/280  | Dubbelpand met een klokgevel in traditionele vormen, in opzet mogelijk 18de-eeuws. |
| Pand met beneden- en bovenwoning in een blokje van twee in opzet identieke panden, eind 19de eeuw gebouwd in een sobere traditioneel-classicistische bouwtrant. | 1875-1900 |                        | Gasthuislaan 242/244       | 52° 0' 38" NB, 4° 21' 56" OL | 0503/282  | Pand met beneden- en bovenwoning in een blokje van twee in opzet identieke panden, eind 19de eeuw gebouwd in een sobere traditioneel-classicistische bouwtrant. |
| Pand met beneden- en bovenwoning in een blokje van twee in opzet identieke panden, eind 19de eeuw gebouwd in een sobere traditioneel-classicistische bouwtrant. | 1875-1900 |                        | Gasthuislaan 246/248       | 52° 0' 38" NB, 4° 21' 56" OL | 0503/284  | Pand met beneden- en bovenwoning in een blokje van twee in opzet identieke panden, eind 19de eeuw gebouwd in een sobere traditioneel-classicistische bouwtrant. |
| Pand, in opzet wellicht winkelwoonhuis, in de tweede helft van de 19de eeuw gebouwd in traditioneel-classicistische vormen. In oorsprong mogelijk ouder. | 1850-1900 |                        | Gasthuislaan 250           | 52° 0' 38" NB, 4° 21' 57" OL | 0503/291  | Pand, in opzet wellicht winkelwoonhuis, in de tweede helft van de 19de eeuw gebouwd in traditioneel-classicistische vormen. In oorsprong mogelijk ouder. |
| Woonhuis in rijtje van vier in principe gelijke of gespiegelde huizen, vroeg-19de-eeuws van karakter, maar in oorsprong wellicht 17de-eeuws van karakter, maar in oorsprong wellicht 17de-eeuws. | 1800-1825 |                        | Gasthuislaan 253           | 52° 0' 39" NB, 4° 22' 0" OL  | 0503/286  | Woonhuis in rijtje van vier in principe gelijke of gespiegelde huizen, vroeg-19de-eeuws van karakter, maar in oorsprong wellicht 17de-eeuws van karakter, maar in oorsprong wellicht 17de-eeuws. |
| Woonhuis in rijtje van vier in principe gelijke of gespiegelde huizen, vroeg-19de-eeuws van karakter, maar in oorsprong wellicht 17de-eeuws van karakter, maar in oorsprong wellicht 17de-eeuws. | 1800-1825 |                        | Gasthuislaan 255           | 52° 0' 39" NB, 4° 22' 1" OL  | 0503/287  | Woonhuis in rijtje van vier in principe gelijke of gespiegelde huizen, vroeg-19de-eeuws van karakter, maar in oorsprong wellicht 17de-eeuws van karakter, maar in oorsprong wellicht 17de-eeuws. |
| Woonhuis in rijtje van vier in principe gelijke of gespiegelde huizen, vroeg-19de-eeuws van karakter, maar in oorsprong wellicht 17de-eeuws van karakter, maar in oorsprong wellicht 17de-eeuws. | 1800-1825 |                        | Gasthuislaan 257           | 52° 0' 39" NB, 4° 22' 1" OL  | 0503/288  | Woonhuis in rijtje van vier in principe gelijke of gespiegelde huizen, vroeg-19de-eeuws van karakter, maar in oorsprong wellicht 17de-eeuws van karakter, maar in oorsprong wellicht 17de-eeuws. |
| Woonhuis in rijtje van vier in principe gelijke of gespiegelde huizen, vroeg-19de-eeuws van karakter, maar in oorsprong wellicht 17de-eeuws van karakter, maar in oorsprong wellicht 17de-eeuws. | 1800-1825 |                        | Gasthuislaan 259           | 52° 0' 39" NB, 4° 22' 1" OL  | 0503/289  | Woonhuis in rijtje van vier in principe gelijke of gespiegelde huizen, vroeg-19de-eeuws van karakter, maar in oorsprong wellicht 17de-eeuws van karakter, maar in oorsprong wellicht 17de-eeuws. |
| Winkelwoonhuis, in het derde kwart van de 19de eeuw gebouwd in een sobere eclectische bouwtrant, winkelpui in decoratieve eclectische vormen uit 1907. Het is van belang vanwege de gave en goed bewaarde architectonische vormgeving. | 1850-1875 |                        | Gasthuislaan 261/261a      | 52° 0' 39" NB, 4° 22' 1" OL  | 0503/292  | Winkelwoonhuis, in het derde kwart van de 19de eeuw gebouwd in een sobere eclectische bouwtrant, winkelpui in decoratieve eclectische vormen uit 1907. Het is van belang vanwege de gave en goed bewaarde architectonische vormgeving. |
| Woonhuis, 19de-eeuws van karakter maar in oorsprong wellicht ouder. | 1800-1900 |                        | Gasthuislaan 262           | 52° 0' 39" NB, 4° 21' 57" OL | 0503/293  | Woonhuis, 19de-eeuws van karakter maar in oorsprong wellicht ouder. |
| Woonhuis, onderdeel van een klein bouwblokje met twee woningen in traditionele vormen, in oorsprong 17de-eeuws, wellicht uit 1664, verbouwd in het begin van de 19de eeuw. Tussen de woningen een als rijksmonument beschermd poortje uit 1664. | 1664      |                        | Gasthuislaan 276           | 52° 0' 39" NB, 4° 21' 58" OL | 0503/1759 | Woonhuis, onderdeel van een klein bouwblokje met twee woningen in traditionele vormen, in oorsprong 17de-eeuws, wellicht uit 1664, verbouwd in het begin van de 19de eeuw. Tussen de woningen een als rijksmonument beschermd poortje uit 1664. |
| Woonhuis, onderdeel van een klein bouwblokje met twee woningen in traditio- nele vormen, in oorsprong 17de-eeuws, wellicht uit 1664, verbouwd in het begin van de 19de eeuw. Tussen de woningen een als rijksmonument beschermd poortje uit 1664. Het is met het rechter buurpand van belang als 'kader' van het 17de-eeuwse poortje. | 1600-1700 |                        | Gasthuislaan 280           | 52° 0' 39" NB, 4° 21' 59" OL | 0503/295  | Woonhuis, onderdeel van een klein bouwblokje met twee woningen in traditio- nele vormen, in oorsprong 17de-eeuws, wellicht uit 1664, verbouwd in het begin van de 19de eeuw. Tussen de woningen een als rijksmonument beschermd poortje uit 1664. Het is met het rechter buurpand van belang als 'kader' van het 17de-eeuwse poortje. |
| Winkel-/bedrijfspand met bovenwoning in traditioneel classicistische 19de-eeuwse vormen, kern mogelijk ouder. | 1800-1900 |                        | Molslaan 5                 | 52° 0' 36" NB, 4° 21' 40" OL | 0503/470  | Winkel-/bedrijfspand met bovenwoning in traditioneel classicistische 19de-eeuwse vormen, kern mogelijk ouder. |
| Winkelwoonhuis, in oorsprong bedrijfspand met bovenwoningen, 19de-eeuws van karakter met voorgevel in sobere traditioneel-clssicistische trant. | 1800-1899 |                        | Molslaan 9/11a/11d         | 52° 0' 36" NB, 4° 21' 41" OL | 0503/494  | Winkelwoonhuis, in oorsprong bedrijfspand met bovenwoningen, 19de-eeuws van karakter met voorgevel in sobere traditioneel-clssicistische trant. |
| Winkelwoonhuis, 19de-eeuws van karakter, met voorgevel in sobere classicis- tische trant. In oorsprong mogelijk ouder. Het is van belang als voorbeeld van een sobere 19de-eeuwse bouwtrant en vanwege de herkenbaarheid van de lokaal-topografische ontwikkeling. | 1800-1900 |                        | Molslaan 11/11b/13         | 52° 0' 36" NB, 4° 21' 41" OL | 0503/499  | Winkelwoonhuis, 19de-eeuws van karakter, met voorgevel in sobere classicis- tische trant. In oorsprong mogelijk ouder. Het is van belang als voorbeeld van een sobere 19de-eeuwse bouwtrant en vanwege de herkenbaarheid van de lokaal-topografische ontwikkeling. |
| Woonhuis in traditionele vormen, midden-19de-eeuws van karakter, in oor- sprong wellicht ouder. | 1800-1900 |                        | Molslaan 99                | 52° 0' 40" NB, 4° 21' 48" OL | 0503/500  | Woonhuis in traditionele vormen, midden-19de-eeuws van karakter, in oor- sprong wellicht ouder. |
| Bedrijfspand met bovenwoning, voorgevel 19de-eeuws van karakter maar pand in opzet 17de-eeuws of ouder. | 1600-1700 |                        | Molslaan 103               | 52° 0' 40" NB, 4° 21' 49" OL | 0503/501  | Bedrijfspand met bovenwoning, voorgevel 19de-eeuws van karakter maar pand in opzet 17de-eeuws of ouder. |
| Pand met bedrijfsruimte en bovenwoning, in de periode 1921-1925 gebouwd als cartonnagefabriek in een expressionistische stijl met invloeden van de Amsterdamse School naar een ontwerp van het gemeentelijke bureau Openbare Werken onder verantwoordelijkheid van J. de Booij. | 1921-1925 | Dienst Openbare Werken | Molslaan 105/107           | 52° 0' 40" NB, 4° 21' 49" OL | 0503/1848 | Pand met bedrijfsruimte en bovenwoning, in de periode 1921-1925 gebouwd als cartonnagefabriek in een expressionistische stijl met invloeden van de Amsterdamse School naar een ontwerp van het gemeentelijke bureau Openbare Werken onder verantwoordelijkheid van J. de Booij. |
| Bedrijfspand met bovenwoning in sobere traditioneel-classicistische vromen, laat-19de-eeuws van karakter. | 1800-1899 |                        | Molslaan 131               | 52° 0' 41" NB, 4° 21' 51" OL | 0503/1800 | Bedrijfspand met bovenwoning in sobere traditioneel-classicistische vromen, laat-19de-eeuws van karakter. |
| Bedrijfspand met bovenwoning, eind 19de eeuw gebouwd in een sobere traditioneel-classicistische architectuur. Invloeden van de Nieuwe Kunst in het bovenlicht boven de woningdeur. | 1875-1899 |                        | Molslaan 133/133a          | 52° 0' 41" NB, 4° 21' 51" OL | 0503/436  | Bedrijfspand met bovenwoning, eind 19de eeuw gebouwd in een sobere traditioneel-classicistische architectuur. Invloeden van de Nieuwe Kunst in het bovenlicht boven de woningdeur. |
| Bedrijfspand met bovenwoning, in oorsprong woonhuis uit de 17de eeuw of ouder. Voorgevel gewijzigd en gemoderniseerd in de 19de eeuw. | 1600-1699 |                        | Molslaan 181/181a          | 52° 0' 42" NB, 4° 21' 53" OL | 0503/505  | Bedrijfspand met bovenwoning, in oorsprong woonhuis uit de 17de eeuw of ouder. Voorgevel gewijzigd en gemoderniseerd in de 19de eeuw. |
| Woonhuis, in oorsprong uit de 17de eeuw of eerder en later, vermoedelijk met name in het begin van de 19de eeuw gemoderniseerd. | 1600-1700 |                        | Oosteinde 5                | 52° 0' 39" NB, 4° 22' 4" OL  | 0503/490  | Woonhuis, in oorsprong uit de 17de eeuw of eerder en later, vermoedelijk met name in het begin van de 19de eeuw gemoderniseerd. |
| Woonhuis, 19de-eeuws van karakter maar in oorsprong mogelijk ouder. Ontstaansgeschiedenis wellicht gerelateerd aan het vroegere erachter gelegen St.Agnesklooster. | 1800-1900 |                        | Oosteinde 13               | 52° 0' 39" NB, 4° 22' 3" OL  | 0503/491  | Woonhuis, 19de-eeuws van karakter maar in oorsprong mogelijk ouder. Ontstaansgeschiedenis wellicht gerelateerd aan het vroegere erachter gelegen St.Agnesklooster. |
| Winkelwoonhuis, samen met het rechts belendende pand en het daarnaast gelegen hoekpand in één blokje gebouwd dat zich tot om de hoek langs de Gasthuislaan uitstrekt. Vroeg-19de-eeuws van karakter maar in oorsprong 17de-eeuws of ouder. Winkelpui uit 1928 in sobere strakke vormen. | 1600-1700 |                        | Oosteinde 25/27            | 52° 0' 40" NB, 4° 22' 2" OL  | 0503/492  | Winkelwoonhuis, samen met het rechts belendende pand en het daarnaast gelegen hoekpand in één blokje gebouwd dat zich tot om de hoek langs de Gasthuislaan uitstrekt. Vroeg-19de-eeuws van karakter maar in oorsprong 17de-eeuws of ouder. Winkelpui uit 1928 in sobere strakke vormen. |
| Winkelwoonhuis, met de links en rechts belendende panden in een blokje gebouwd dat zich om de hoek langs de gasthuislaan uitstrekt. Vroeg-19de-eeuws van karakter maar in oorsprong 17de-eeuws of ouder. Het is van belang als onderdeel van een in een fase ontstaan blokje woningen dat zich tot om de hoek langs de Gasthuislaan uitstrekt. | 1800-1900 |                        | Oosteinde 29               | 52° 0' 40" NB, 4° 22' 2" OL  | 0503/536  | Winkelwoonhuis, met de links en rechts belendende panden in een blokje gebouwd dat zich om de hoek langs de gasthuislaan uitstrekt. Vroeg-19de-eeuws van karakter maar in oorsprong 17de-eeuws of ouder. Het is van belang als onderdeel van een in een fase ontstaan blokje woningen dat zich tot om de hoek langs de Gasthuislaan uitstrekt. |
| Winkelwoonhuis, als hoekpand gebouwd in één blokje dat zich om de hoek langs de Gasthuislaan uitstrekt. Vroeg-19de-eeuws van karakter maar in oorsprong 17de-eeuws of ouder. | 1600-1700 |                        | Oosteinde 31/33            | 52° 0' 40" NB, 4° 22' 1" OL  | 0503/537  | Winkelwoonhuis, als hoekpand gebouwd in één blokje dat zich om de hoek langs de Gasthuislaan uitstrekt. Vroeg-19de-eeuws van karakter maar in oorsprong 17de-eeuws of ouder. |
| Winkelwoonhuis, in 1825 gebouwd in een sobere classicistische stijl. Pui gewijzigd in 1926. Verbouwd in 1993, waarbij onder andere de achter- gevel en de kapvorm zijn gewijzigd. | 1825      |                        | Oosteinde 41               | 52° 0' 40" NB, 4° 21' 59" OL | 0503/539  | Winkelwoonhuis, in 1825 gebouwd in een sobere classicistische stijl. Pui gewijzigd in 1926. Verbouwd in 1993, waarbij onder andere de achter- gevel en de kapvorm zijn gewijzigd. |
| Winkelwoonhuis, in het midden van de 19de eeuw gebouwd in een sobere eclectisch-classicistische trant, pui uit het einde van de 19de eeuw. | 1850      |                        | Oosteinde 49/51            | 52° 0' 40" NB, 4° 21' 58" OL | 0503/1138 | Winkelwoonhuis, in het midden van de 19de eeuw gebouwd in een sobere eclectisch-classicistische trant, pui uit het einde van de 19de eeuw. |
| Woonhuis, in 1927 als winkelwoonhuis gebouwd in een sobere expressionis- tische architectuur met enige traditionalistische trekjes. Pui gewijzigd in 1981. Het is van belang als goed voorbeeld van een in de Delftse binnenstad relatief zeldzame architectuur uit de periode rond 1925. | 1927      |                        | Oosteinde 125              | 52° 0' 41" NB, 4° 21' 57" OL | 0503/540  | Woonhuis, in 1927 als winkelwoonhuis gebouwd in een sobere expressionis- tische architectuur met enige traditionalistische trekjes. Pui gewijzigd in 1981. Het is van belang als goed voorbeeld van een in de Delftse binnenstad relatief zeldzame architectuur uit de periode rond 1925. |
| Winkelwoonhuis, 18de-eeuws van karakter, maar in oorsprong 17de-eeuws of ouder. Winkelpui begin-19de-eeuws. Achterzijde vernieuwd in 1996. | 1600-1700 |                        | Oosteinde 131/133          | 52° 0' 41" NB, 4° 21' 56" OL | 0503/541  | Winkelwoonhuis, 18de-eeuws van karakter, maar in oorsprong 17de-eeuws of ouder. Winkelpui begin-19de-eeuws. Achterzijde vernieuwd in 1996. |
| Pand met bedrijfsruimten en bovenwoningen; in 1902 gebouwd naar een ontwerp van C.S. van Doorne in een eclectische bouwtrant met elementen ontleend aan de renaissance. In het linkergedeelte oorspronkelijk een smederij. In het rechtergedeelte een winkelpui uit 1934 in een strakke architectuur. | 1902      |                        | Oosteinde 135/137/139/139a | 52° 0' 41" NB, 4° 21' 56" OL | 0503/1810 | Pand met bedrijfsruimten en bovenwoningen; in 1902 gebouwd naar een ontwerp van C.S. van Doorne in een eclectische bouwtrant met elementen ontleend aan de renaissance. In het linkergedeelte oorspronkelijk een smederij. In het rechtergedeelte een winkelpui uit 1934 in een strakke architectuur. |
| Pand met winkelruimte en bovenwoningen, en aan achterzijde bedrijfsruimte, rond 1900 gebouwd in een eclectische bouwtrant met onder meer aan de renaissance ontleende elementen. Op het achterterrein een zich naar rechts, en achter belendende panden uitstrekkend, 19de-eeuws of ouder bedrijfsgedeelte. | 1900      |                        | Oosteinde 141/141a/143     | 52° 0' 41" NB, 4° 21' 55" OL | 0503/1879 | Pand met winkelruimte en bovenwoningen, en aan achterzijde bedrijfsruimte, rond 1900 gebouwd in een eclectische bouwtrant met onder meer aan de renaissance ontleende elementen. Op het achterterrein een zich naar rechts, en achter belendende panden uitstrekkend, 19de-eeuws of ouder bedrijfsgedeelte. |
| Winkelwoonhuis met klokgevel uit de 18de eeuw, in opzet ouder. | 1700-1800 |                        | Oosteinde 149              | 52° 0' 42" NB, 4° 21' 55" OL | 0503/543  | Winkelwoonhuis met klokgevel uit de 18de eeuw, in opzet ouder. |
| Winkelwoonhuis uit het laatste kwart van de 19de eeuw in sobere eclectisch-classicistische vormen. | 1875-1900 |                        | Oosteinde 151/153          | 52° 0' 42" NB, 4° 21' 54" OL | 0503/544  | Winkelwoonhuis uit het laatste kwart van de 19de eeuw in sobere eclectisch-classicistische vormen. |
| Winkelwoonhuis, in 1919 gebouwd naar een ontwerp van J.B.W. Loomans in een architectuur met traditionalistische kenmerken. | 1919      |                        | Oosteinde 159/161          | 52° 0' 42" NB, 4° 21' 54" OL | 0503/546  | Winkelwoonhuis, in 1919 gebouwd naar een ontwerp van J.B.W. Loomans in een architectuur met traditionalistische kenmerken. |
| Winkelwoonhuis met pakhuis, ontworpen als hoekpand, in sobere traditionalistisch-eclectische vormen uit het laatste kwart van de 19de eeuw. | 1875-1900 |                        | Oosteinde 163/165          | 52° 0' 42" NB, 4° 21' 54" OL | 0503/549  | Winkelwoonhuis met pakhuis, ontworpen als hoekpand, in sobere traditionalistisch-eclectische vormen uit het laatste kwart van de 19de eeuw. |
| Winkelwoonhuis, in de tweede helft van de 19de eeuw gebouwd in een eclectisch-classicistische stijl. | 1850-1900 |                        | Vesteplein 2               | 52° 0' 31" NB, 4° 21' 44" OL | 0503/1093 | Winkelwoonhuis, in de tweede helft van de 19de eeuw gebouwd in een eclectisch-classicistische stijl. |
| Bedrijfsgebouw, waarschijnlijk oorspronkelijk een pakhuis, in 1883 in een eclectische bouwstijl gebouwd. | 1883      |                        | Vesteplein 4               | 52° 0' 31" NB, 4° 21' 44" OL | 0503/1753 | Bedrijfsgebouw, waarschijnlijk oorspronkelijk een pakhuis, in 1883 in een eclectische bouwstijl gebouwd. |